# Sequenza di Kozak
Negli Eucarioti, la sequenza di Kozak è una corta sequenza interna dell'mRNA (CCACCAUGG) riconosciuta dal complesso di pre-inizio della traduzione (comprendente la subunità ribosomale minore 40S) mentre questo scansiona l'mRNA a partire dal cap al 5'; solo dopo che è avvenuto il legame fra la subunità ribosomale 40S e tale sequenza, la subunità ribosomiale maggiore può completare il complesso d'inizio consentendo l'avvio della sintesi proteica; all'interno della sequenza di Kozak è contenuto il codone d'inizio AUG, codificante per la metionina.
La sequenza di Kozak è l'equivalente eucariotico della sequenza di Shine-Dalgarno, che nei Procarioti identifica il sito di aggancio del ribosoma all'mRNA durante l'avvio della sintesi proteica; tuttavia, nei Procarioti non si verifica nessuna scansione a partire dal 5', bensì un appaiamento fra basi complementari dell'mRNA e dell'rRNA 16S della subunità ribosomale minore 30S.